# Agence publique
 (mai 2025).
Si vous disposez d'ouvrages ou d'articles de référence ou si vous connaissez des sites web de qualité traitant du thème abordé ici, merci de compléter l'article en donnant les références utiles à sa vérifiabilité et en les liant à la section « Notes et références ».
Une agence publique est une institution chargée de la réalisation d'une mission d'intérêt général. 
Les agences peuvent avoir une multitude de statuts : publics, privés ou mixtes, mais elles ont toujours au moins un acte légal (loi, décret, décision du chef de l'État, etc.) qui leur confère cette mission de façon permanente. Cette attribution permanente les distingue du secteur privé, qui peut également être chargé d'une mission d'intérêt général, mais de façon temporaire sous forme contractuelle. La distinction avec l'administration classique (conçue autour d'un modèle d'intégration, avec mutualisation des moyens) vient de leur logique de spécialisation. Cette multitude de forme légale et de pratique fait qu'il n'existe pas d'accord général sur ce que recouvre le concept d'agence, ni entre chercheurs ou États, ni même au sein d'un même État. Ainsi deux organes de contrôle peuvent considérer une même entité comme une agence ou non, tandis que deux agences parfaitement comparables peuvent être considérées comme appartenant au secteur privé ou à l'administration. 
Le champ des politiques publiques qui peuvent leur être confiées est illimité, jusqu'aux domaines les plus régaliens. Leur degré d'autonomie très variable, d'un encadrement par une loi relativement souple à une intégration dans l'appareil de l'État (ou d'un échelon administratif inférieur), en passant par divers degrés de contrôle par ce dernier. Leurs modes d'actions sont également très variables (édiction de recommandations indicatives ou de règles impératives avec un contrôle de leur respect, attribution de financement, pouvoirs de police spéciale, fabrication de biens, expertise, conseils et autres services...).
Elles peuvent être issues d'une réorganisation de l'État, ou au contraire s'en rapprocher à partir d'une origine privée. Cette place entre le pur privé et le pur étatique se retrouve dans plusieurs aspects. Leur financement implique l'État, sous différents formes souvent combinées : taxes, subventions, cotisations obligatoires d'une certain catégorie de personnes, droits de perception, fondations (trusts), et des ressources privées (vente de biens et services, partenariat avec des entreprises, etc.) peuvent faire partie du budget. Le statut du personnel qu'elles emploient peut être de droit commun ou celui de fonctionnaire. Le personnel de direction fait toujours partie de l'Establishment, avec des nominations officiellement par les détenteurs du pouvoir politique ou au moins sous leur influence. 
Il est fréquent qu'une agence porte un nom sans ce mot. La transformation des administrations en agences est une tendance forte de la nouvelle gestion publique.

## Origines historiques
Même si le concept d'agence n'était pas formalisé, le mode de fonctionnement où le souverain confie une mission d'intérêt général à un organisme par un acte légal, typiquement une charte, est très ancien. L'enseignement supérieur notamment est ainsi confié à des collèges (Collège de Sorbonne par exemple) ou des écoles royales. Ce fonctionnement existe aussi pour des fonctions des plus importantes, comme la matière financière ; la ferme générale perçoit des impôts pour le compte du souverain (à la Révolution sa mission et son personnel seront absorbés par l'administration fiscale), tandis que la gestion de la dette sera la première mission de la future Caisse des dépôts et consignations à partir de 1800. Aux États-Unis, la gestion de la monnaie est confiée à la réserve fédérale des États-Unis en 1913. 
L'interventionnisme keynésien des années 1930 fait appel à des agences fondées par le gouvernement, comme la Tennessee Valley Authority (chargé d'un développement économique et de l'aménagement d'une rivière, sous la forme d'une entreprise publique) du new deal aux États-Unis, ou Office national interprofessionnel du blé en France. En Allemagne, Johann Chapoutot estime que Reinhard Höhn est le premier à penser l’organisation administrative en agences chargées d’une politique publique précise, par sa position de chef du premier bureau de l’Amt II (chargée des questions d’administration et d’économie) du Sicherheitsdienst (SD) à partir de 1934, significativement avant que des auteurs anglo-saxons formalisent la place des agences dans le cadre de la nouvelle gouvernance publique dans les années 1980, et popularisent ce système jusque chez les décideurs politiques.
Après la guerre, le mouvement se développe. Le système des établissements publics ou de la société d'économie mixte est inscrit dans la pratique dans tous les pays, voire dans leur loi fondamentale. En France et au Royaume-Uni, la sécurité sociale, les établissements publics de santé, etc. sont confiés à ce type d'organisme. Aux États-Unis, par contraste avec le FBI qui est une administration, la CIA est fondée comme une agence en 1947. L'influence de la nouvelle gouvernance publique se traduit, à partir des années 1990, par la transformation d'administrations d'abord en agences, puis en entreprise du secteur privé (d'abord à capitaux publics, puis à capitaux privés) ; ce chemin sera observé pour des secteurs aussi divers que l'adduction d'eau, la distribution du courrier, la gestion de ports ou aéroports, ou l'industrie de l'armement.

## Fonctionnement général
La tutelle fixe à l'agence publique des objectifs et des moyens. Le directeur de l'agence est alors chargé de la réalisation des objectifs à partir du budget qui lui a été alloué. Ce changement de gestion consacre le passage d'une logique de moyens à une logique de résultats. Les agences sont spécialisées sur une ou plusieurs missions, à la différence des administrations qui en mènent plusieurs de front et qui partagent les ressources entre elles.
Par ailleurs, la mise en place d'agence s'accompagne souvent de réformes comptables (comptabilité d'engagement notamment) permettant de calculer le prix de revient des services rendus.
De nombreux pays ayant entamé une réforme de l'État ou une révision générale des politiques publiques ont transformé une partie de leur administration en agences (puis en organismes privés). Ils[Qui ?] considèrent que celle-ci gère mieux les politiques publiques que les administrations traditionnelles, et peut s'accompagner de suppressions d'emplois dans la fonction publique du fait des gains de productivité attendus. Les syndicats de fonctionnaires s'opposent généralement à leur mise en place, notamment parce que le statut du personnel glisse vers le droit commun et que sa garantie d'emploi est mise à mal.

## Avantages des agences par rapport aux administrations
Pour Allen Schick (en), le fonctionnement par agence permet aux administrations de s'affranchir d'un certain nombre de contraintes statutaires. Elles offrent par exemple la possibilité d'attribuer plus de pouvoir aux gestionnaires, d'échapper à des contraintes de gestion du personnel ou de jouer le rôle de fournisseur de service partagé entre plusieurs administrations.
Selon l'analyse d'Allen Schick, l'organisation administrative classique reflétait l'opinion dominante passée qui voulait que les organisations intégrées et encadrées soient plus efficaces que les unités fragmentées et autonomes. Toutefois, les réflexions actuelles sur les organisations intégrées poussent à penser que ce genre d'organisation manque d'initiative, est peu réactive et peu adaptée au changement. L'acquisition de l'autonomie par des entités administratives permet de les libérer du « carcan » ministériel et les agences développeraient une meilleure capacité d’adaptation et une plus grande réactivité.

## Dans le monde

### France

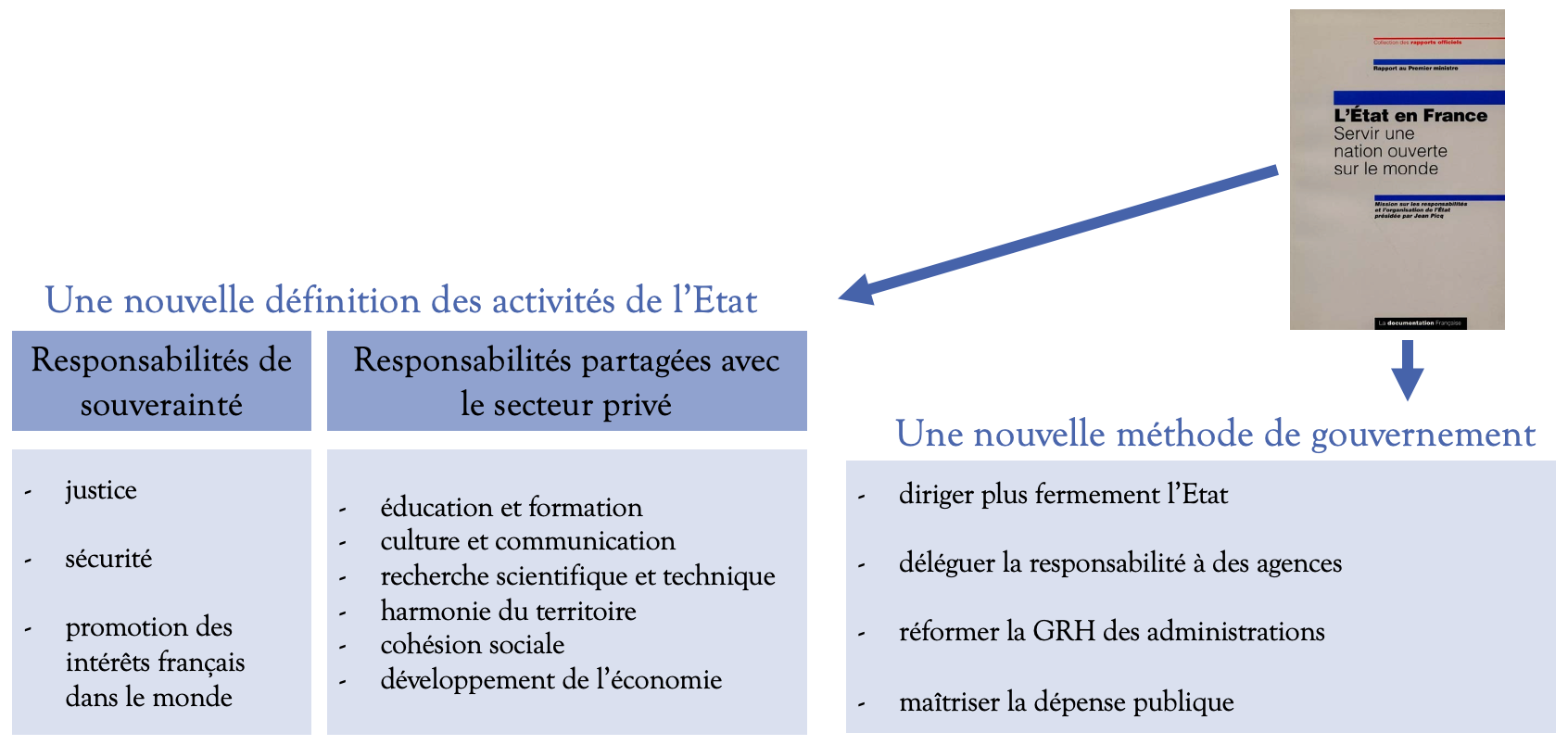
Schéma représentant les deux séries de préconisations du rapport Picq de 1994

En France, le recours aux agences administratives fait suite au rapport Picq de 1994, nourri des modèles anglo-saxons élaborés à partir de la théorie des choix publics et de la théorie de l'agence ; l'agence est considérée, dans cette perspective de new public management, comme le moyen privilégié de réguler la mise en œuvre « déléguée » des politiques publiques par des opérateurs privés.
Les nombreuses[Combien ?]agences de l'État (ou assimilés) sont chargées de diverses missions. Certaines sont des organismes divers d'administration centrale sous tutelle d'un ou plusieurs ministères (en général des établissements publics administratifs – EPA). Viennent ensuite des EPIC – établissements publics à caractère industriel et commercial, placés sous tutelle d'un ou plusieurs ministères ou indépendants administrativement et « appartenant » à l'Agence des participations de l'État.
Le terme d'« agence » n'est pas juridiquement défini ; plusieurs statuts juridiques peuvent correspondre à des agences :
- les établissements publics à caractère administratif (EPA) ;
- les établissements publics à caractère industriel et commercial (EPIC) ;
- les autorités administratives indépendantes (AAI) ;
- les autorités publiques indépendantes (API) ;
- les groupements d’intérêt public (GIP) ;
- les services à compétence nationale (SCN).

Dans le cadre de la révision générale des politiques publiques lancée par le gouvernement Fillon en 2007, il a été envisagé de transformer un certain nombre d'administration en agences et de les fusionner entre elles.
Le rapport achevé par l'inspection générale des finances (IGF) en mars 2012, mais publié le 17 septembre 2012, recense 1 244 agences au total. Ce rapport démontre que les agences ont été un « point de fuite » budgétaire, et sont utilisées pour contourner les restrictions budgétaires de l’État. Il dénonce par ailleurs leurs effectifs pléthoriques, l'absence de tutelle effective de l’État, s'interroge sur l'efficacité de certaines d'entre elles et sur la légitimité de la rémunération de leurs dirigeants. Dans ce cadre, il formule plusieurs recommandations visant à rationaliser l'usage des agences et à réaliser des économies.
Le rapport de 2012 du Conseil d’État, postérieur à celui de l'inspection générale des finances, donne une définition plus restrictive  des agences, et ne traite pas les entités qui n'entrent pas dans les critères qu'elle a retenus. Ses constats et ses propositions sont néanmoins proches de celles de l'IGF.
En 2025, le Sénat a constitué une commission d'enquête « sur les missions des agences, opérateurs et organismes consultatifs de l'État ». Ce rapport de 415 pages dresse un panorama ample de la situation, des défis auxquels l’État est confronté et fournit une soixantaine de recommandations.

### Royaume-Uni
En 1998, le gouvernement britannique a mis en œuvre le plan Next Steps de réforme de son administration, largement inspiré des principes de la nouvelle gestion publique.
Au terme de cette réforme, en 2004, le Royaume-Uni comptait 127 agences employant plus de 50 % du personnel de la fonction publique. Les deux plus grosses agences britanniques sont l’agence pour l’emploi (Job Centre Plus) avec 90 000 employés et le service des prisons (HM Prison Centre) avec 42 000 employés.
Les agences britanniques ont eu pour objectif de réaliser des gains de productivité de 2,5 % par an (de 2004 à 2008).

### Suède
Le gouvernement de la Suède, au terme d'une révision générale des politiques publiques, a créé environ 270 agences chargées de la réalisation des politiques publiques. Environ 99 % du personnel de l'État suédois sont employés par des agences.
Les directeurs des agences sont nommés par le ministre chargé de l'agence et évalués par le parlement. Le ministre n'intervient pas dans la gestion quotidienne de l'agence. L'autonomie des agences est garantie par la constitution.

### Rapports
- Une vision systémique de la performance : quelques leçons tirées des expériences étrangères - MINEFI - novembre 2003 [PDF]
- Réforme des structures administratives (Note de synthèse) - MINFI - 1er juin 2005 [PDF]
- Revue de l’OCDE sur la gestion budgétaire - OCDE - 2002 [PDF]